# Ponad Staw Przełączka
Ponad Staw Przełączka (słow. Predná kvetnicová priehyba) – płytka przełęcz w południowo-wschodniej grani Małego Gerlacha w słowackich Tatrach Wysokich, położona na wysokości ok. 2080 lub ok. 1950 m i oddzielająca od siebie Niżnią Ponad Ogród Kopkę w masywie Ponad Ogród Turni na północnym zachodzie od Ponad Staw Turni na południowym wschodzie.
Duże różnice w podawanych wysokościach wynikają prawdopodobnie stąd, że atlas satelitarny Tatr i Podtatrza sytuuje Ponad Staw Turnię w wyższym punkcie grani, a podawaną dla niej wysokością 1964 m oznacza niższy punkt w grzbiecie. Na wschód od przełęczy do Doliny Wielickiej opada długi i wybitny Żleb Stolarczyka (Stolarczykov žľab), w dolnej części kończący się urwiskiem. Z kolei południowo-zachodnie stoki zbiegają z przełączki do Gerlachowskiego Kotła. Możliwe jest przejście przez Ponad Staw Przełączkę z Doliny Wielickiej do Gerlachowskiego Kotła, nie jest jednak często używane.
Forma nazwy przełęczy pochodzi z gwary podhalańskiej. Jej nazwa oraz nazwa Ponad Staw Turni odnoszą się do pobliskiego Wielickiego Stawu.
Pierwsze wejścia:
- letnie – Tytus Chałubiński, Kleczyński, Władysław Markiewicz, Wojciech Roszek, ks. Józef Stolarczyk, W. Urbanowicz oraz przewodnicy Wojciech Gąsienica Kościelny, Wojciech Roj starszy, Wojciech Ślimak, Szymon Tatar starszy i przewodnik z Poronina, 10 września 1874 r.,
- zimowe – prawdopodobnie W. Zimann z towarzyszem, 17 kwietnia 1927 r., na pewno L. Vodháněl z towarzyszami, 22 kwietnia 1950 r.[3]